# Cai Weiyan
Cai Weiyan (chinesisch 蔡维艳, * 25. Oktober 1973) ist eine ehemalige chinesische Leichtathletin, die sich auf den Stabhochsprung spezialisiert hat. Ihre größten Erfolge feierte sie mit dem Sieg bei den Asienspielen 1998 Bangkok sowie mit der Bronzemedaille bei den Hallenweltmeister 1997 in Paris.

## Sportliche Laufbahn
Erste internationale Erfahrungen sammelte Cai Weiyan im Jahr 1997, als sie bei der Premiere des Stabhochsprungs bei den Hallenweltmeisterschaften in Paris mit übersprungenen 4,30 m die Bronzemedaille hinter der US-Amerikanerin Stacy Dragila und Emma George aus Australien gewann. Im selben Jahr gewann sie bei der Sommer-Universiade in Catania mit 4,30 m die Silbermedaille hinter der Australierin George. Im Jahr darauf siegte sie bei den Asienspielen in Bangkok mit einer Höhe von 4,00 m und 1999 gelangte sie bei den Hallenweltmeisterschaften in Maebashi mit 4,05 m auf Rang 16. Zudem belegte sie bei den Militärweltspielen in Zagreb mit 4,10 m den vierten Platz. 2001 bestritt sie ihre letzte Wettkampfsaison und beendete daraufhin ihre aktive sportliche Karriere im Alter von 28 Jahren.
1998 wurde Cai chinesische Meisterin im Stabhochsprung im Freien sowie 1996 in der Halle.